# Норт, Лютер
Лю́тер Хе́дден Норт (англ. Luther Hedden North; 1846—1935) — офицер армии США во времена индейских войн, младший брат Фрэнка Норта.

## Биография
Родился в округе Ричленд, штат Огайо, в 1846 году. Через десять лет семья Нортов перебралась в Небраску и поселилась недалеко от резервации индейцев пауни. Лютер Норт познакомился с пауни и выучил их язык, владел также языком жестов индейцев Равнин. Совместно с братом часто участвовал в охотничьих экспедициях пауни. 
В 1864 году Фрэнк Норт был принят на службу в армию США, Лютер последовал за братом. 
Зимой 1865 года в Небраске был сформирован батальон скаутов пауни для борьбы с враждебными индейцами. Лютер Норт становится командиром роты скаутов, а Фрэнк руководителем батальона. Оба брата были известны своей меткой стрельбой и пользовались славой отменных стрелков. Лютер Норт участвовал во многих сражениях с шайеннами и сиу, в том числе в битве на Саммит-Спрингс. Получил звание капитана.
После окончания войн с индейцами вместе со своим братом Фрэнком и известным разведчиком и шоумэном Баффало Биллом разводил скот на ранчо в Небраске. В отличие от брата, скоропостижно скончавшегося в 1885 году, Лютер прожил долгую жизнь. Впоследствии стал близким другом известного антрополога и историка Джорджа Гриннела и многое рассказал ему о истории и культуре пауни. Воспоминания Лютера Норта Гриннелл использовал в своих книгах о пауни и шайеннах.